# Навісний вентильований фасад

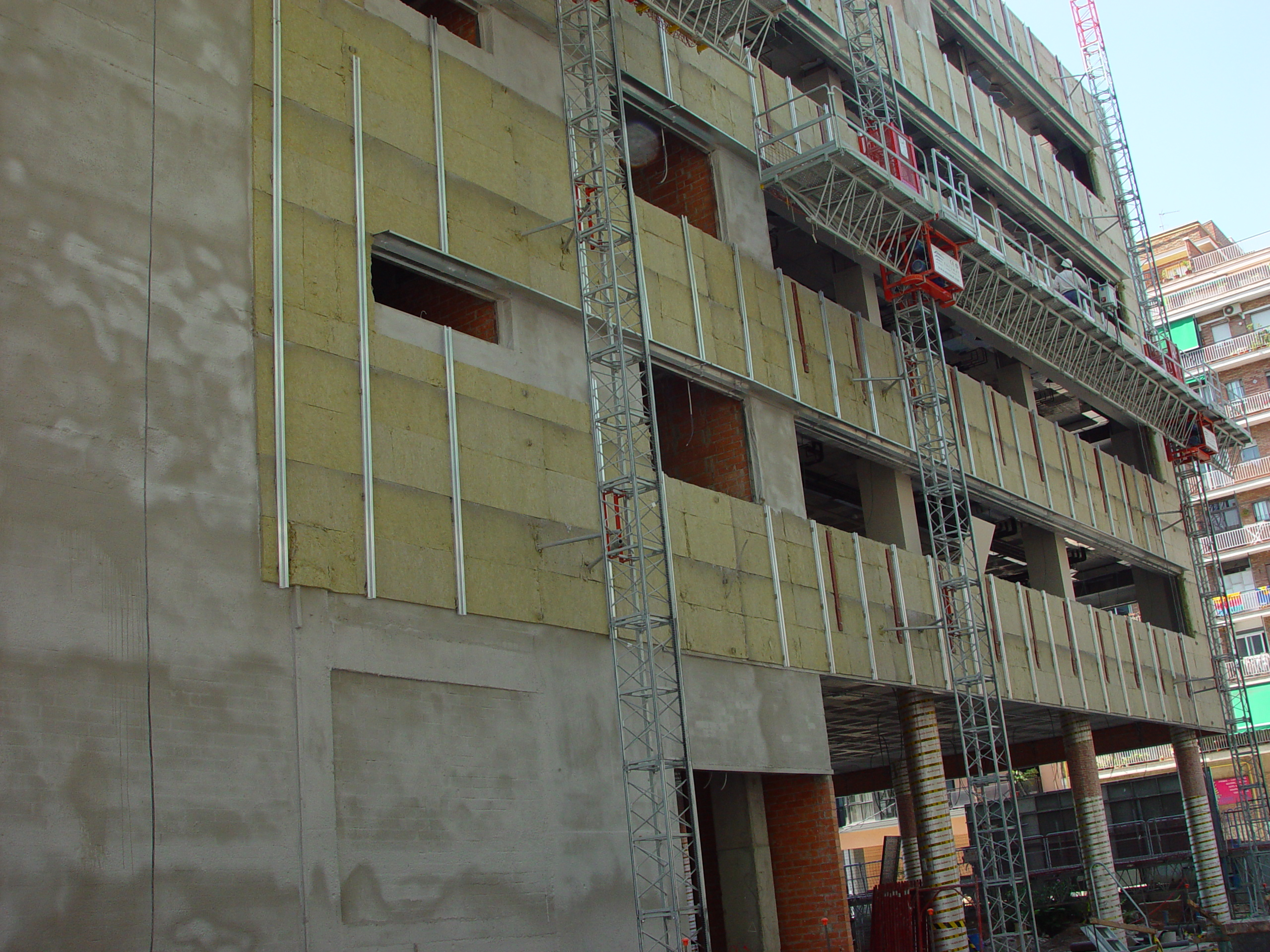
Підготовка шару утеплювача з мінеральної вати

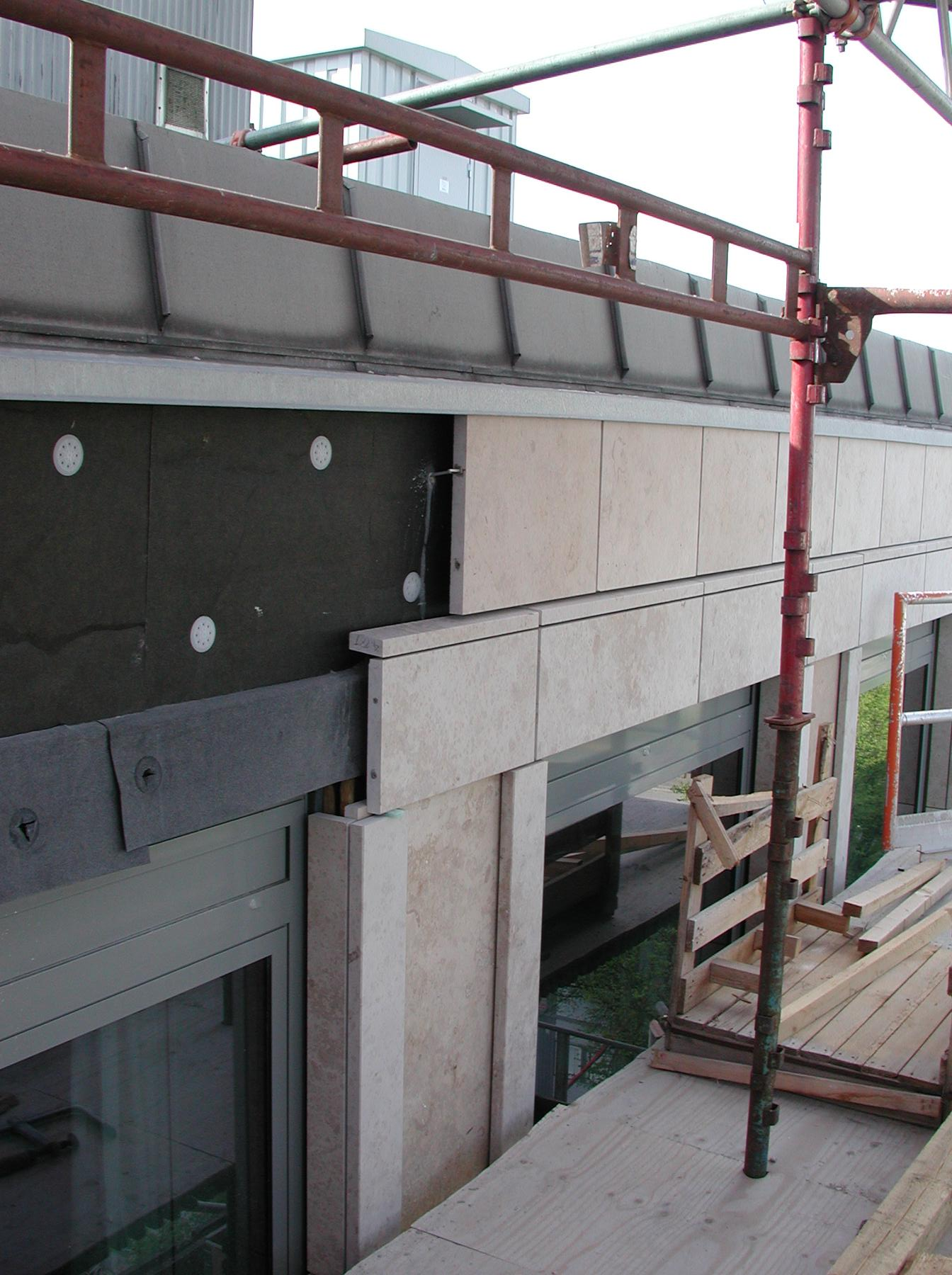
Монтаж навісного фасаду з юрського вапняку (Німеччина)

Навісний вентильований фасад (НВФ) або вентильована фасадна система (ВФС) — система конструкцій які встановлюються на зовнішніх стінах будинків для зміни зовнішнього вигляду будівлі, захисту від впливу зовнішнього середовища та  утеплення з метою енергозбереження.

## Конструкція
Навісний вентильований фасад, як правило, складається з

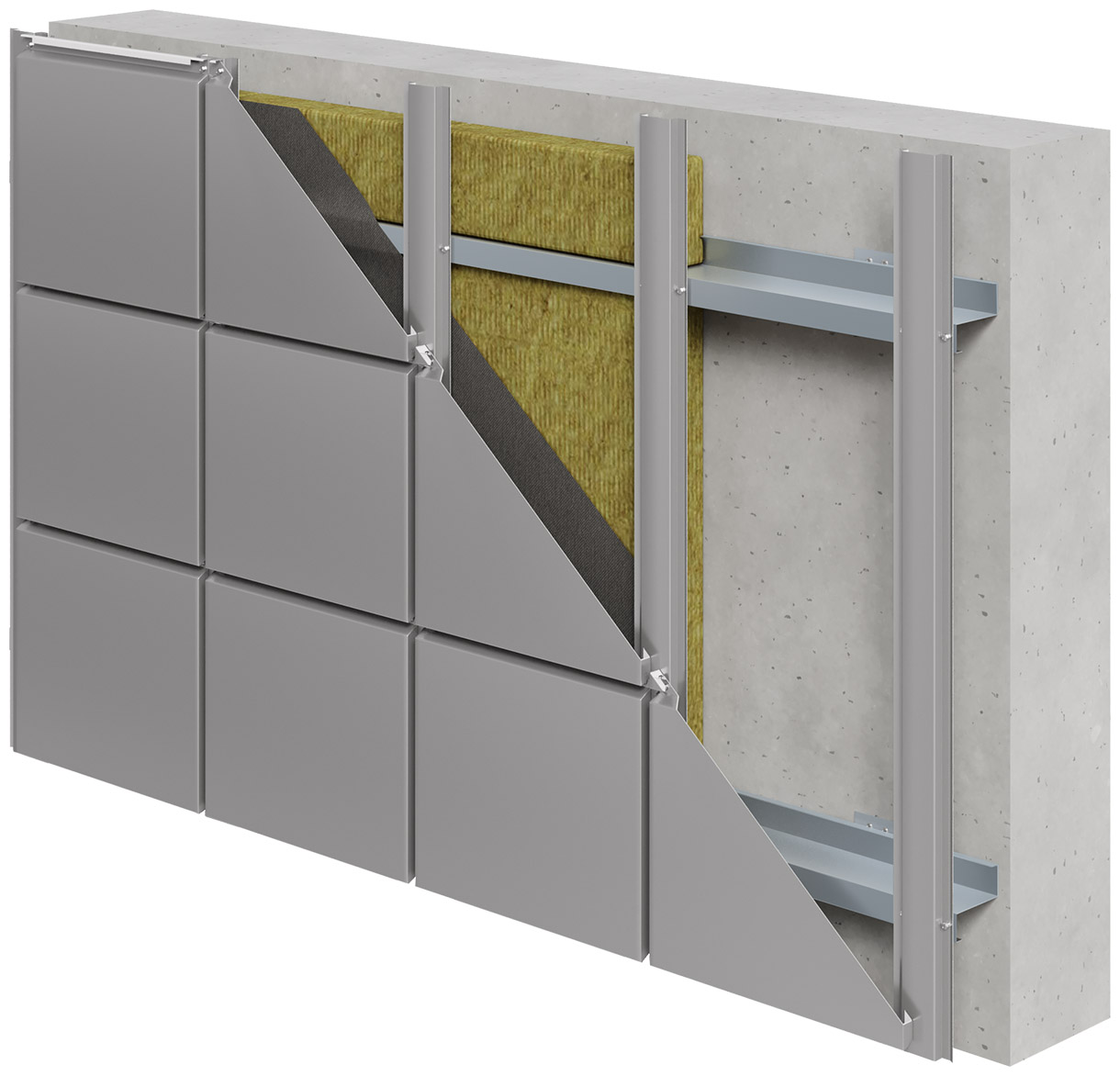
Конструкція вентильованого фасаду з металевими касетами

- підконструкцій; їх ще називають системами, оскільки будь-яка значна компанія намагається запатентувати власну систему[1];
- прошарку утеплювача;
- паробар'єру;
- вентиляційних щілин;
- зовнішнього декоративного елементу[2].

Підконструкція частіше за все виготовлена з металу з полімерним покриттям або алюиінію, рідше з деревини (дерев'яний брус). Рішення про використання типу матеріалу залежить від висоти будинку. На будинках до 2-х поверхів використовується деревина. Вище — металеві елементи.
Прошарок утеплювача — мінеральна вата, базальтова вата чи інший теплоутримуючий матеріал щільністю від 75 кг/м² до 150 кг/м³. Як правило мінеральна вата вкладається у два шари ("шаховим порядком") під кутом 90 градусів один до одного.

### Приклад конструкції

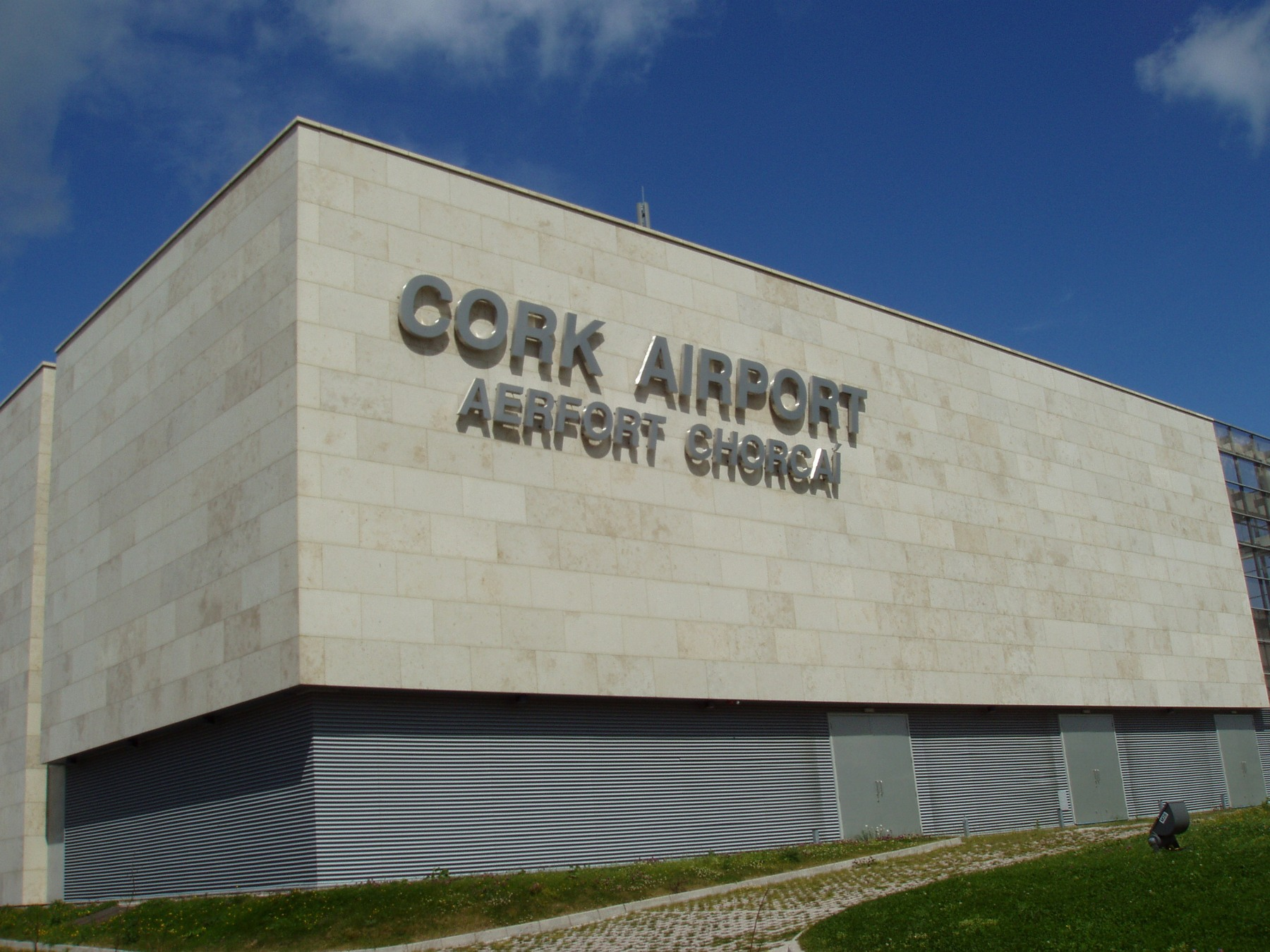
Оздоблення аеропорту в Ірландії

Системи НВФ мають безліч різновидів. При цьому кожна велика компанія з метою поліпшення якості своєї продукції і залучення клієнтів постійно вдосконалює власні запатентовані раніше системи.
Як приклад, можна навести типовий склад системи НВФ
– кутник посилений перфорований (опорний столик);
– дюбель розпірний;
– L-профіль, термопрокладка 5х50;
– саморіз по металу;
– фасадний утеплювач;
– вітробар’єр;
– дюбель для теплоізоляції;
– Омега-профіль;
– фасадний облицювальний касетон

## Різновиди
За матеріалами
- Металеві фасадні касети, ламелі, трапецієвидні та дизайнерські профілі
- Алюмінієві композитні панелі (АКП)
- Вироби з дрібнозернистого бетону
- Керамогранітні панелі
- Ламіновані HPL-панелі
- Природні матеріали: камінь, деревина та ін.

За формою
- Касетного типу
- Рейкового типу
- Індивідуальні форми

## Переваги в порівнянні з традиційним оздобленням

### Практичність
Фасади можуть бути використані для зовнішньої (найчастіше) і для внутрішньої обробки будівель. Екологічно чисті покриття, невибагливі у догляді, зберігають відмінний зовнішній вигляд протягом тривалого часу (не потребують штукатурних, малярних робіт в процесі експлуатації).

### Енергоефективність
Завдяки мінераловатному утеплювачу, який знаходиться у сухому стані, вентфасад дозволяє зменшити витрати на опалення і кондиціонування до 20% порівняно з іншими фасадними конструкціями. Для утеплення фасадів зазвичай використовують мінвату щільністю від 75 до 150 кг/м3, яка добре тримає форму, стійка до вивітрювання та забезпечує оптимальну теплоізоляцію.

### Дизайн
Пропонується великий вибір кольорів облицювань. Це дозволяє використовувати вентильований тип обробки для нових будівель, а також для реставрації старих об'єктів . 

### Швидкість монтажу
Монтаж НВФ виконується досить швидко. Технологія не вимагає підгонки елементів, а також усунення нерівностей і дефектів робочої поверхні. Це суттєво економить сили і час. Цим обумовлена доступна вартість монтажних послуг.

### Довговічність
Технологія дає змогу на кілька десятиліть вирішити питання із облицюванням стін. Комплектуючі та витратні матеріали стійкі до корозійних процесів, до впливу вологи, температурних перепадів, що значно збільшує термін експлуатації.

### Хороші теплоізоляційні властивості
Застосування базальтових, мінеральних ват знижують небезпеку пожежі і збільшують теплозберігаючі властивості будівлі. Оздоблена таким чином будівля щодо збереження тепла "працює" як термос.

## Галерея

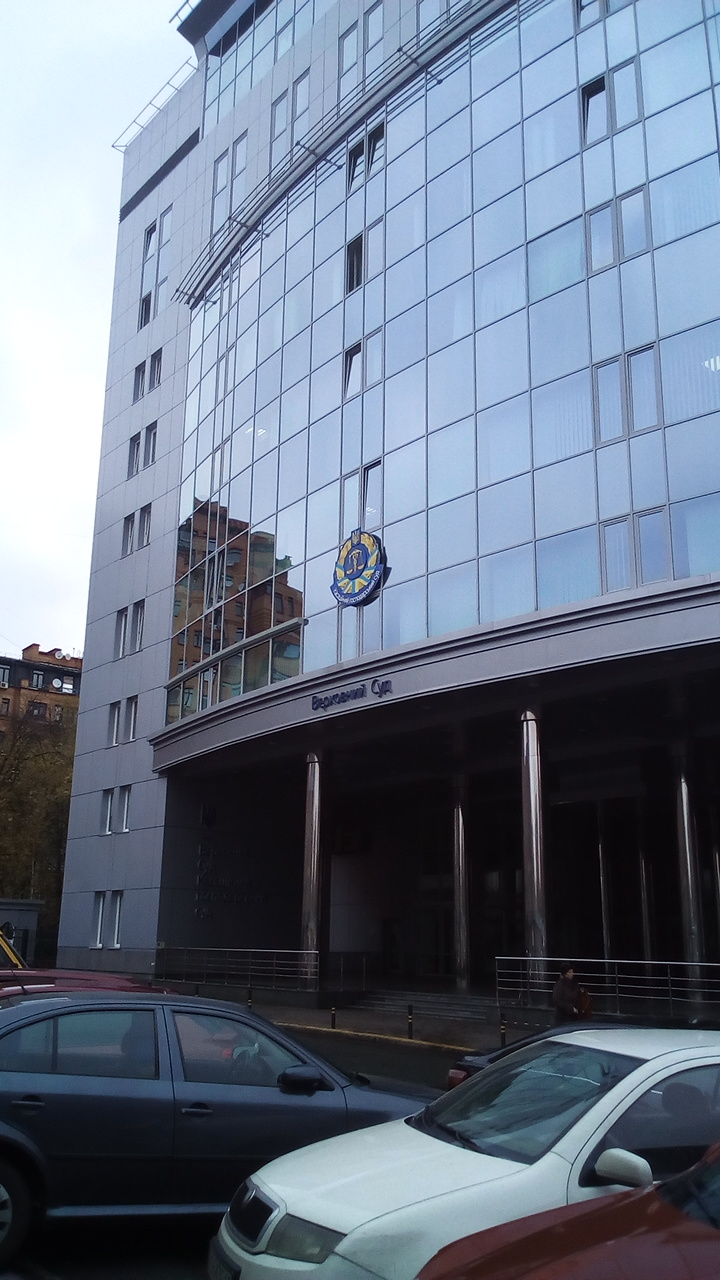
Центральний фасад  Верховного Арбітражного суду України
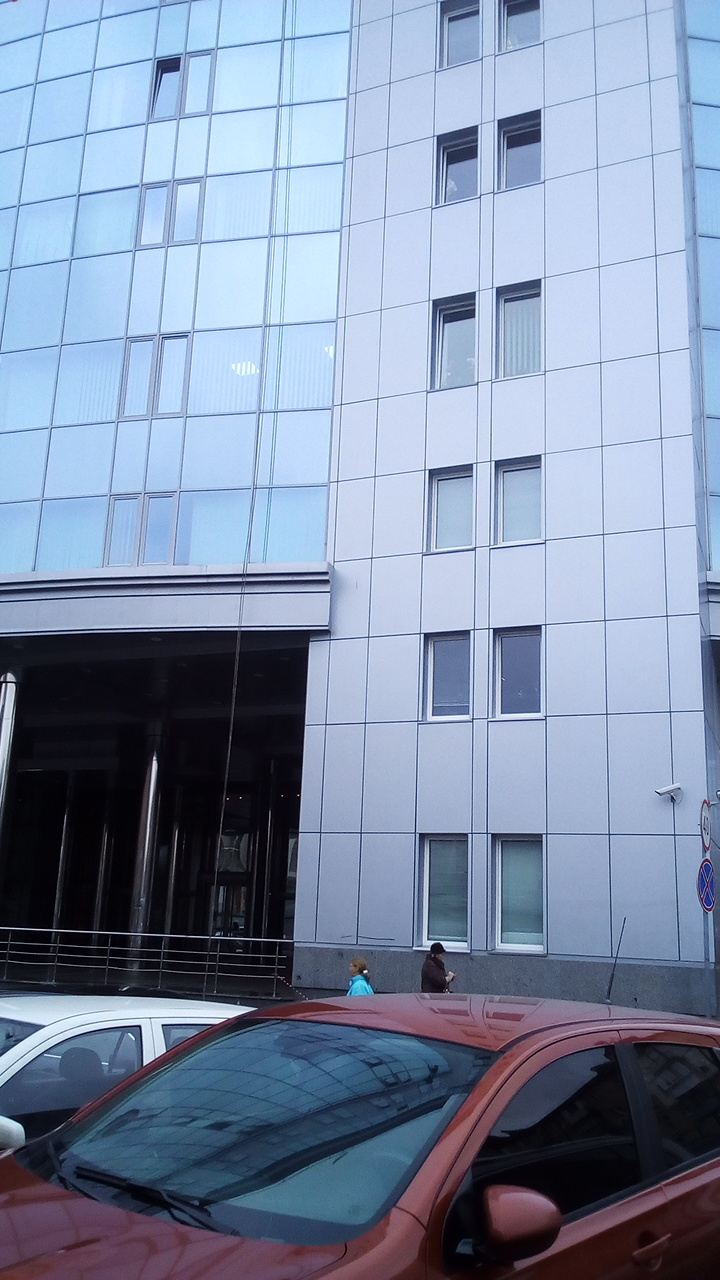
Центральний фасад  Верховного Арбітражного суду України  (права сторона)
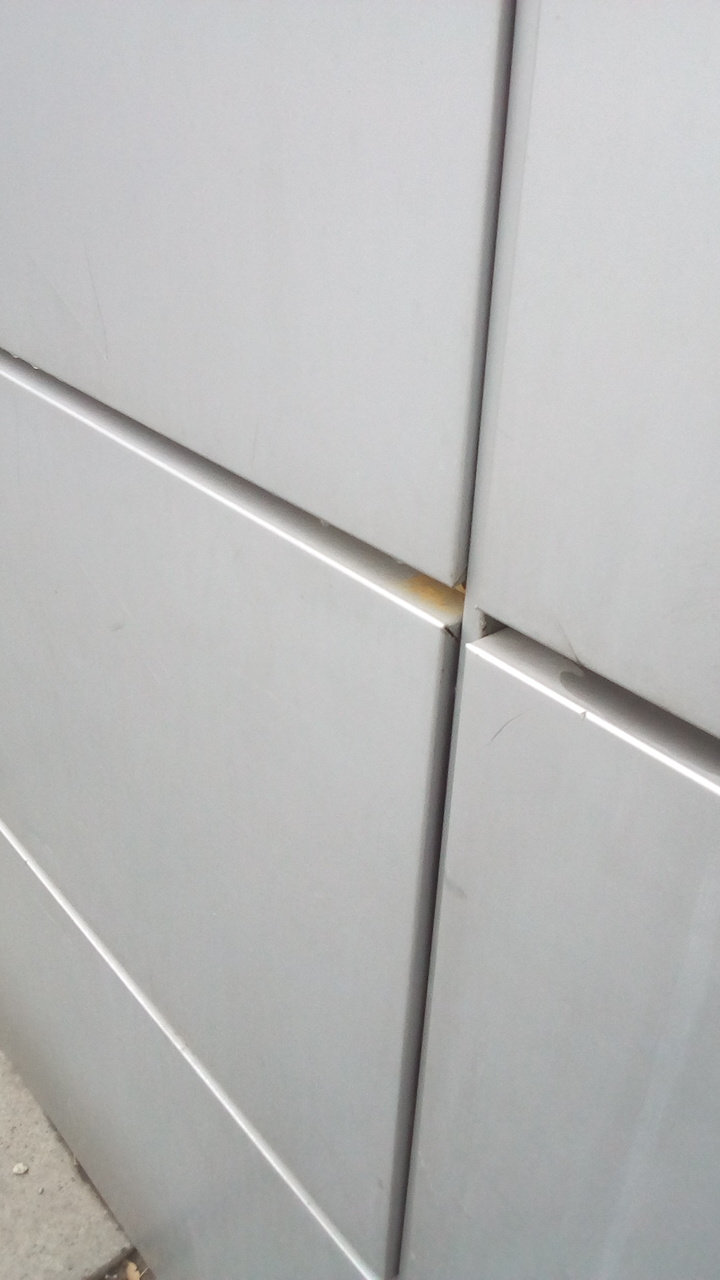
Окремі касети з композиційного матеріалу
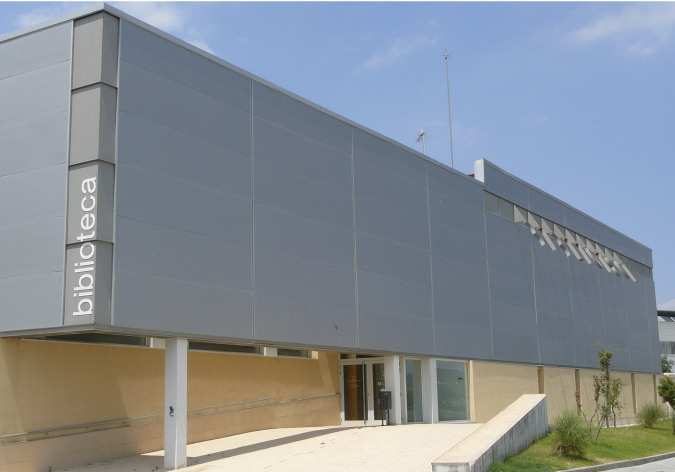
Оформлення фасаду бібліотеки в Іспанії
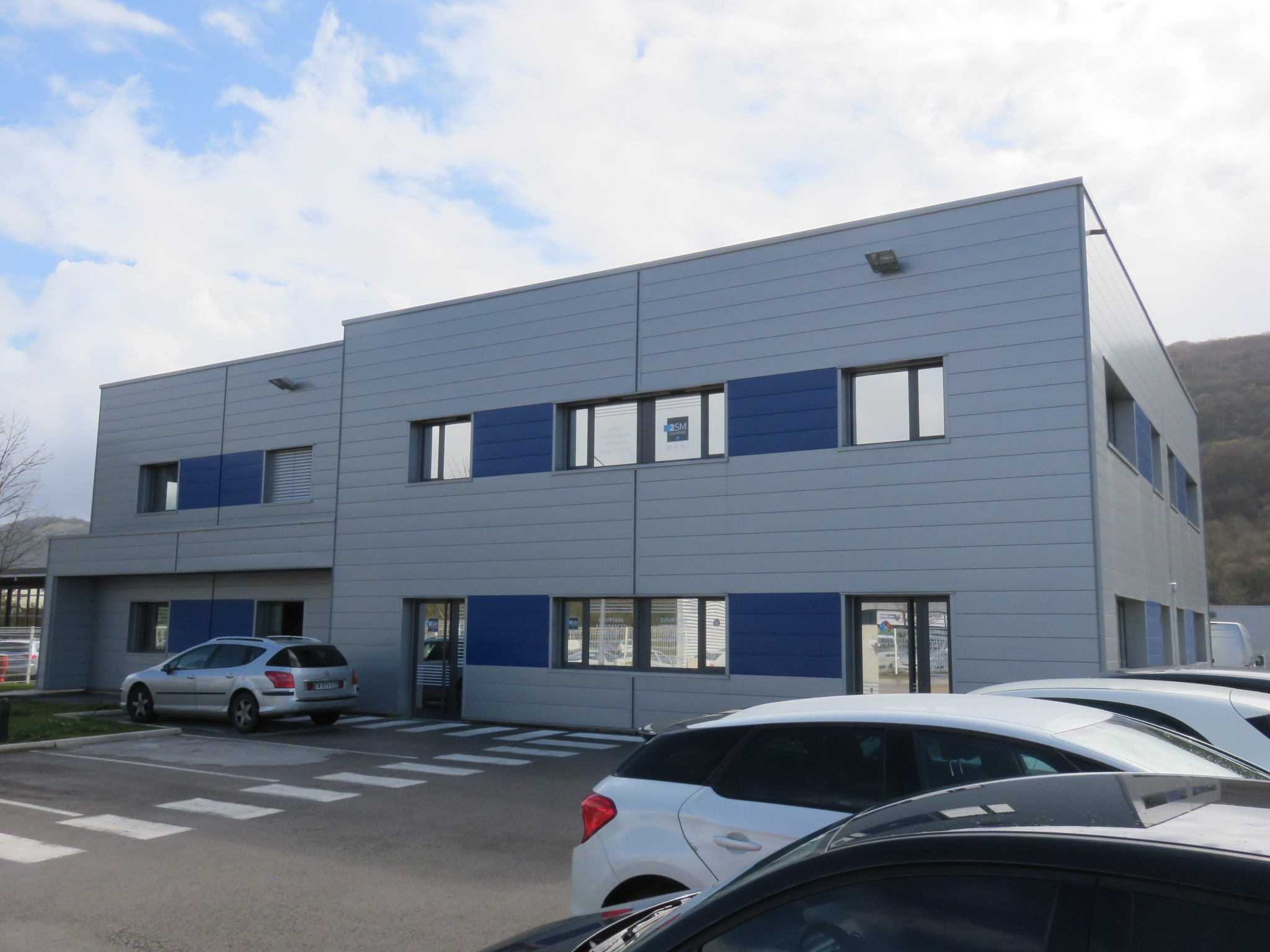
Оздоблення горизонтальними сендвіч-панелями
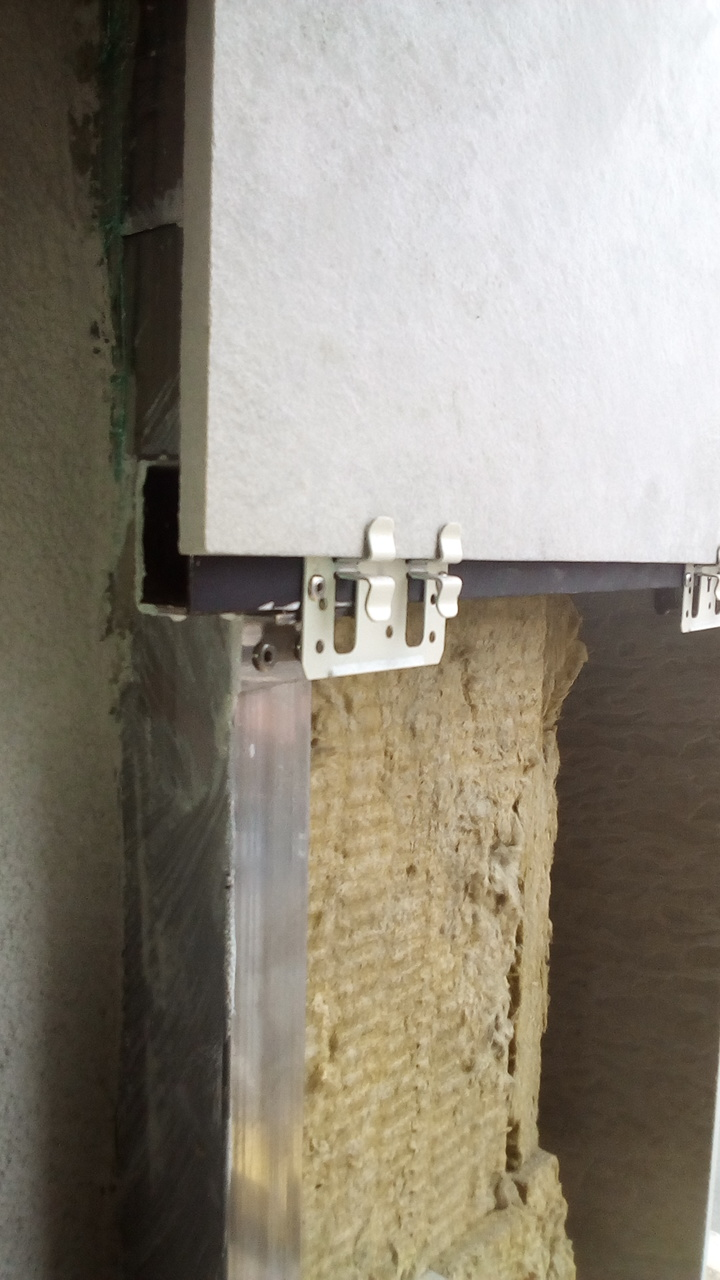
Кріплення утеплювача і керамічної плитки кляймерами
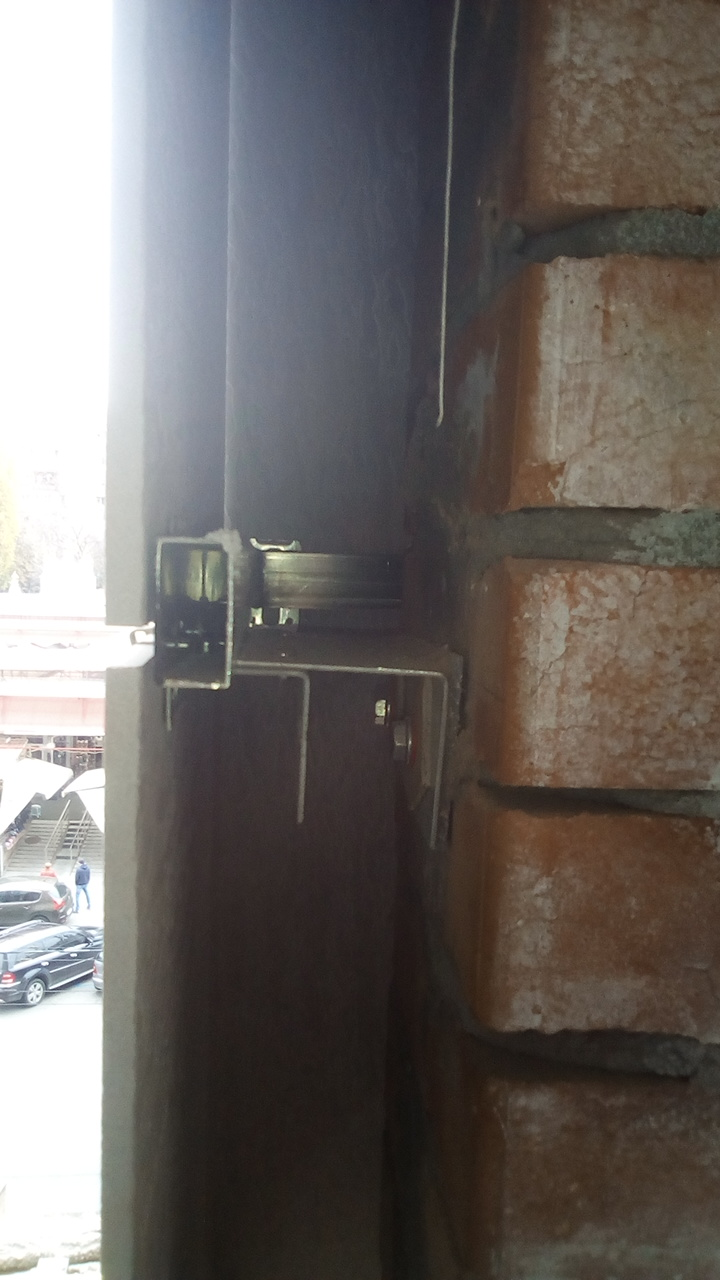
Елементи підсистеми, вигляд збоку
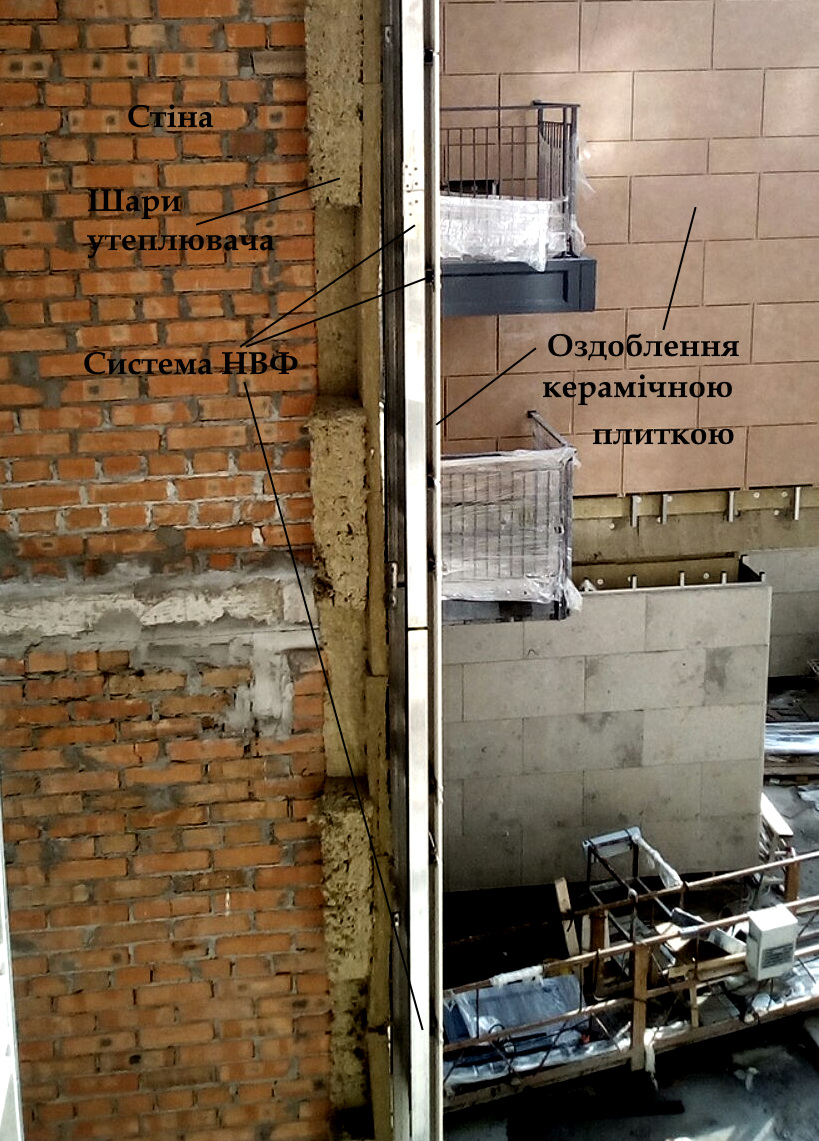
Оздоблення керамічною плиткою, варіант
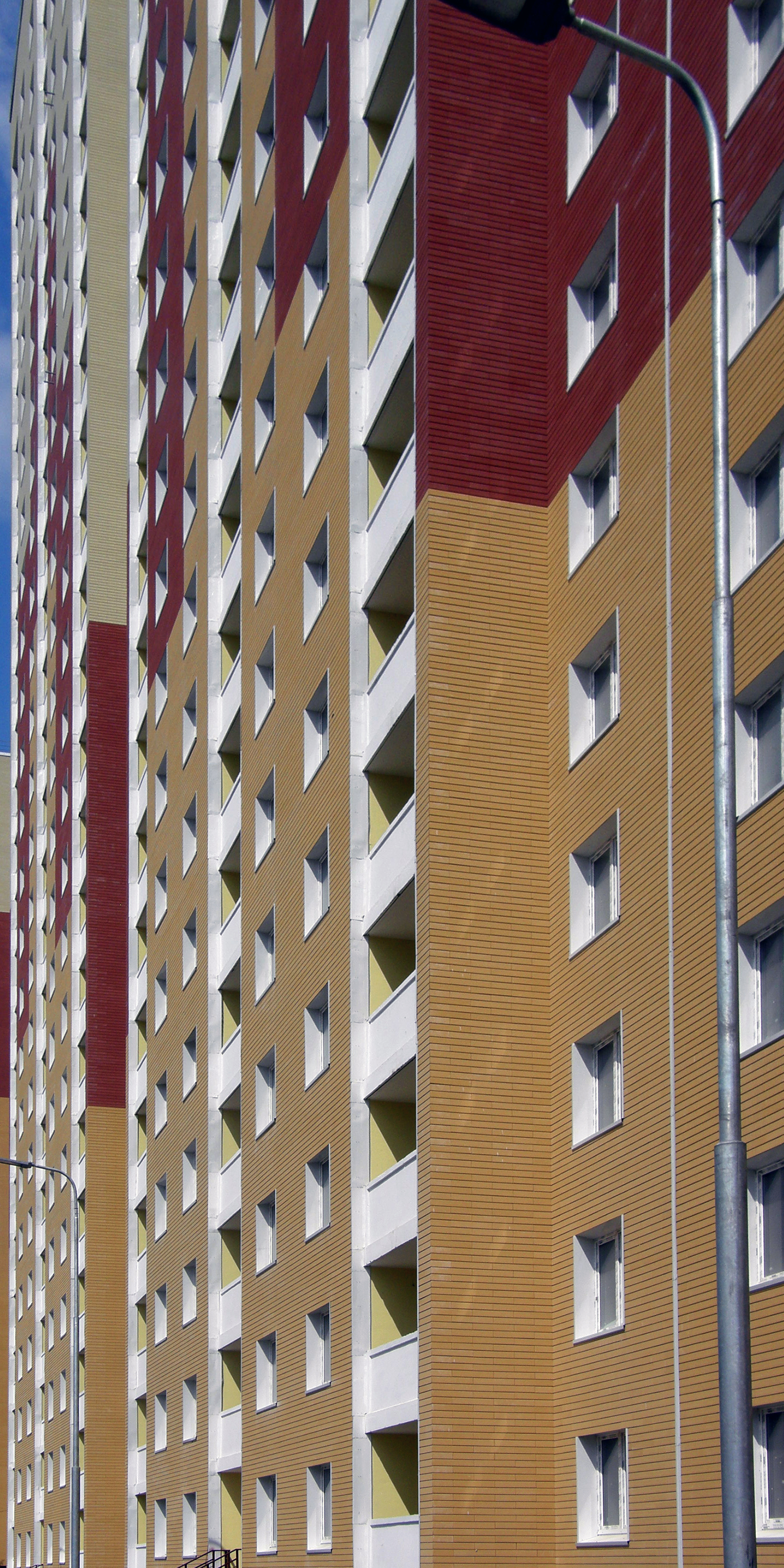
Київ, Кристер-Град (вул. Данченка, 1–5), навісний фасад системи «марморок»